# Arhopala chunsu
Arhopala chunsu är en fjärilsart som beskrevs av Hans Fruhstorfer 1914. Arhopala chunsu ingår i släktet Arhopala och familjen juvelvingar. Inga underarter finns listade i Catalogue of Life.